# Juan David Castro
Juan David Castro Ruíz (Veracruz, México; 21 de diciembre de 1991) es un futbolista mexicano. Juega de centrocampista en el Atlético Ottawa de la Canadian Premier League.

## Trayectoria
Castro comenzó su carrera en el Ascenso Mexicano en el Veracruz en 2012. Tras dos temporadas, se incorporó al nuevo Atlético San Luis. Formó parte del plantel que ganó el ascenso en 2019.
El 7 de septiembre de 2022, Castro disputó su encuentro número 250 en el club.
El 1 de mayo de 2024, el Atlético San Luis dio a conocer que Castro era baja del equipo tras vencer su contrato. Castro abandonó el club con 289 partidos disputados.

## Estadísticas
Actualizado al último partido disputado el 28 de abril de 2024.
| Club                       | Div.          | Temporada     | Liga  | Liga  | Copas nacionales | Copas nacionales | Copas internacionales | Copas internacionales | Total | Total |
| Club                       | Div.          | Temporada     | Part. | Goles | Part.            | Goles            | Part.                 | Goles                 | Part. | Goles |
| -------------------------- | ------------- | ------------- | ----- | ----- | ---------------- | ---------------- | --------------------- | --------------------- | ----- | ----- |
| Veracruz · México          | 2.ª           | 2011-12       | 3     | 0     | —                | —                | —                     | —                     | 3     | 0     |
| Veracruz · México          | 2.ª           | 2012-13       | 6     | 0     | 6                | 0                | —                     | —                     | 12    | 0     |
| Veracruz · México          | Total club    | Total club    | 9     | 0     | 6                | 0                | 0                     | 0                     | 15    | 0     |
| Atlético San Luis · México | 2.ª           | 2013-14       | 15    | 1     | 10               | 0                | —                     | —                     | 25    | 1     |
| Atlético San Luis · México | 2.ª           | 2014-15       | 22    | 1     | 5                | 0                | —                     | —                     | 27    | 1     |
| Atlético San Luis · México | 2.ª           | 2015-16       | 30    | 3     | 10               | 2                | —                     | —                     | 40    | 5     |
| Atlético San Luis · México | 2.ª           | 2017-18       | 26    | 3     | 4                | 0                | —                     | —                     | 30    | 3     |
| Atlético San Luis · México | 2.ª           | 2018-19       | 35    | 2     | 5                | 0                | —                     | —                     | 40    | 2     |
| Atlético San Luis · México | 1.ª           | 2019-20       | 22    | 4     | 5                | 0                | —                     | —                     | 27    | 4     |
| Atlético San Luis · México | 1.ª           | 2020-21       | 30    | 2     | 0                | 0                | —                     | —                     | 30    | 2     |
| Atlético San Luis · México | 1.ª           | 2021-22       | 23    | 0     | 0                | 0                | —                     | —                     | 23    | 0     |
| Atlético San Luis · México | 1.ª           | 2022-23       | 24    | 0     | 0                | 0                | —                     | —                     | 24    | 0     |
| Atlético San Luis · México | 1.ª           | 2023-24       | 19    | 1     | 0                | 0                | 0                     | 0                     | 1     | 0     |
| Atlético San Luis · México | Total club    | Total club    | 228   | 16    | 39               | 2                | 0                     | 0                     | 267   | 18    |
| Juárez · México            | 2.ª           | 2016-17       | 33    | 1     | 5                | 0                | —                     | —                     | 38    | 1     |
| Juárez · México            | Total club    | Total club    | 33    | 1     | 5                | 0                | 0                     | 0                     | 38    | 1     |
| Total carrera              | Total carrera | Total carrera | 270   | 17    | 50               | 2                | 0                     | 0                     | 320   | 19    |

## Palmarés

### Títulos nacionales
| Título                    | Club              | País   | Año     |
| ------------------------- | ----------------- | ------ | ------- |
| Liga de Ascenso de México | Atlético San Luis | México | 2018-19 |